# Michał Wyszkowski
Michał Wyszkowski (ur. 14 września 1770 w Krupinie, zm. 4 maja 1829 w Warszawie) – polski poeta, polityk, urzędnik.

## Życiorys
Urodził się 14 września 1770 w Krupinie w kaliskiej ziemi w zubożałej rodzinie szlacheckiej. Szkoły kończył w Wieluniu w kolegium księży pijarów. Następnie udaje się do Warszawy i dalej kształci się pod okiem O. Kopczyńskiego. W 1788 rozpoczyna pracę w Komisji Skarbu Koronnego. 
Brał udział w insurekcji kościuszkowskiej i wraz z Ignacym Tańskim był członkiem "deputacji do rekwizycji poczty", urzędu cenzurującego korespondencję, powołanego przez Radę Zastępczą Tymczasową. 27 maja 1794 władza została przekazana Radzie Najwyższej Narodowej, która również powołała taki urząd. Wśród członków tego urzędu byli m.in. Michał Wyszkowski, Ignacy Tański, Antoni Magier i Franciszek Piaskowski.
W 1806 rozpoczyna pracę w Departamencie Warszawskim by po dwóch latach dostać przydział do Komisji Żywności Woyska. W księstwie warszawskim Wyszkowski pracuje jako konsyliarz w Ministerstwie Spraw Wewnętrznych. Po 1815 w Królestwie Polskim Wyszkowski znalazł się również w Ministerstwie Spraw Wewnętrznych jako referendarz stanu.
W 1804 został członkiem Towarzystwa Przyjaciół Nauk. Był nie tylko współpracownikiem Ignacego Tańskiego ale również przyjacielem rodziny i doradcą literackim córki Ignacego Klementyny. Wspólnie z nią redagował w latach 1820-27 Rozrywki Wieczorne oraz brał udział w spotkaniach Towarzystwa Iksów. Był autorem dwóch dum historycznych: Leszek Biały z Goworkiem, Śpiew historyczny o Kaźmierzu Wielkim, opublikowany w 1818 w „Tygodniku Polskim i Zagranicznym".
Odznaczony orderem św. Stanisława 3 klasy. Przed śmiercią został podniesiony do stopnia nadzwyczajnego radcy stanu. Zmarł 4 maja 1829 w Warszawie.